# Liste de tentatives d'assassinats de chefs d'État et de gouvernement
La liste de tentatives d'assassinats de chefs d'État et de gouvernement répertorie les tentatives d'assassinats des chefs d'État et de gouvernement.

## Chefs d'Étatet degouvernementen fonction au moment de la tentative d'assassinat
| Date                | Article                                                             | Cible                                                                                              | Fonction | Lieu                                                             | Pays                                              | Auteur(s) |
| ------------------- | ------------------------------------------------------------------- | -------------------------------------------------------------------------------------------------- | --- | ---------------------------------------------------------------- | ------------------------------------------------- | --- |
| 354 av. J.-C.       |                                                                     | Mausole,                                                                                           | Satrape de Carie et de Lycie | Labranda                                                         | Empire achéménide                                 | Manitas Paktyо̄ et Thyssos Syskо̄                                                                                              |
| 227 av. J.-C.       |                                                                     | Qin Shi Huang                                                                                      | Roi de Qin | Xianyang                                                         | Chine ancienne (période des Royaumes combattants) | Jing Ke |
| 218 av. J.-C.       |                                                                     | Qin Shi Huang                                                                                      | Premier empereur d'une Chine unifiée | Chine                                                            | Chine impériale (dynastie Qin)                    | Commandé par Zhang Liang (Han occidentaux) (en)                                                                              |
| 206 av. J.-C.       | Fête de la Porte Hong                                               | Liu Bang                                                                                           | Roi des Han | Xianyang                                                         | Chine impériale (Querelle Chu-Han)                | Xiang Zhuang (en) |
| 156-155 av. J.-C.   |                                                                     | Ptolémée VIII                                                                                      | Pharaon d'Égypte | Alexandrie                                                       | Égypte ancienne                                   | Commandé par Ptolémée VI Philométor, son frère                                                                               |
| 135 av. J.-C.       |                                                                     | Jean Hyrcan                                                                                        | Prince héritier et grand-prêtre d'Israël | Jérusalem                                                        | Judée (dynastie hasmonéenne)                      | Ptolémée, fils d'Abubus (en), collaborant avec l'Empire séleucide                                                            |
| 399                 |                                                                     | Empereur Richū                                                                                     | Prince héritier | Naniwa-kyō                                                       | Japon ancien (période Kofun)                      | Prince Suminoe no Nakatsu (japonais : 住吉仲皇子), son frère cadet                                                           |
| Mars-avril 626      |                                                                     | Saint Edwin de Northumbrie                                                                         | Roi de Deira et de Bernicie | York, Northumbrie                                                | Angleterre                                        | Agents de Cwichelm de Wessex                                                                                                 |
| Décembre 1298       |                                                                     | Édouard Ier                                                                                        | Roi d'Angleterre | Westminster                                                      | Angleterre                                        | Marchands de Lucques |
| 30 novembre 1323    |                                                                     | Édouard II                                                                                         | Roi d'Angleterre | Coventry                                                         | Angleterre                                        | Jean de Nottingham |
| 17 avril 1330       |                                                                     | Charles Ier                                                                                        | Roi de Hongrie | Visegrád                                                         | Hongrie                                           | Felician Záh (en) |
| 4 janvier 1400      |                                                                     | Henri IV                                                                                           | Roi d'Angleterre | Château de Windsor                                               | Angleterre                                        | Membres de l'Épiphanie |
| 8 septembre 1401    |                                                                     | Henri IV                                                                                           | Roi d'Angleterre | Westminster                                                      | Angleterre                                        | Inconnu |
| 1402                |                                                                     | Empereur Yongle                                                                                    | Empereur de Chine | Nanjing                                                          | Chine impériale (dynastie Ming)                   | Censeur en chef de gauche Jing Qing                                                                                          |
| 23 avril 1486       |                                                                     | Henri VII                                                                                          | Roi d'Angleterre | York                                                             | Angleterre                                        | Francis Lovell, 1er vicomte Lovell                                                                                           |
| 7 décembre 1492     |                                                                     | Ferdinand II d'Aragon                                                                              | Roi d'Aragon | Barcelone                                                        | Couronne d'Aragon                                 | Juan de Cañamares |
| Novembre 1542       | Complot du palais de l'année renyin (en)                            | Empereur Jiajing                                                                                   | Empereur de Chine | Beijing                                                          | Chine impériale (dynastie Ming)                   | La concubine impériale Ning, Yang Jinying et 14 autres femmes du palais                                                      |
| Septembre 1557      |                                                                     | Henri II                                                                                           | Roi de France | Paris                                                            | France                                            | Le Caboche |
| Janvier 1564        |                                                                     | Akbar                                                                                              | Empereur moghol | Delhi                                                            | Empire moghol                                     | Un esclave de Mirza Sharfuddin                                                                                               |
| Avant avril 1571    | Complot de Ridolfi                                                  | Élisabeth Ire                                                                                      | Reine d'Angleterre | Westminster                                                      | Angleterre                                        | Membres du complot de Ridolfi                                                                                                |
| Avant novembre 1583 |                                                                     | Élisabeth Ire                                                                                      | Reine d'Angleterre | Westminster                                                      | Angleterre                                        | Francis Throckmorton |
| Mars-Novembre 1584  |                                                                     | Élisabeth Ire                                                                                      | Reine d'Angleterre | Westminster                                                      | Angleterre                                        | William Parry (en) |
| Juillet-août 1586   |                                                                     | Élisabeth Ire                                                                                      | Reine d'Angleterre | Westminster                                                      | Angleterre                                        | Anthony Babington |
| 27 décembre 1594    |                                                                     | Henri IV                                                                                           | Roi de France | Paris                                                            | France                                            | Jean Châtel |
| 5 novembre 1605     | Conspiration des Poudres                                            | Jacques Ier                                                                                        | Roi d'Angleterre | Westminster                                                      | Angleterre                                        | Guy Fawkes |
| 8 janvier 1657      |                                                                     | Oliver Cromwell                                                                                    | Lord-protecteur | Londres                                                          | Angleterre                                        | Miles Sindercombe (en) |
| 15–22 février 1696  | Complot d'assassinat jacobite de 1696 (en)                          | Guillaume III                                                                                      | Roi d'Angleterre | Kew Bridge                                                       | Angleterre                                        | Ambrose Rookwood |
| 5 janvier 1757      |                                                                     | Louis XV                                                                                           | Roi de France | Versailles                                                       | France                                            | Robert-François Damiens |
| 3 septembre 1758    |                                                                     | Joseph Ier                                                                                         | Roi du Portugal | Ajuda, Lisbonne                                                  | Portugal                                          | Peut-être la famille Távora (voir Affaire Távora)                                                                            |
| 15 mai 1800         |                                                                     | George III                                                                                         | Roi d'Angleterre | Westminster                                                      | Royaume-Uni                                       | James Hadfield (en) |
| 24 décembre 1800    | Attentat de la rue Saint-Nicaise                                    | Napoléon Bonaparte                                                                                 | Premier Consul | Paris                                                            | France                                            | François-Joseph Carbon |
| 12 octobre 1809     |                                                                     | Napoléon Ier                                                                                       | Empereur des Français | Château de Schönbrunn                                            | Empire d'Autriche                                 | Frédéric Staps |
| 1832                |                                                                     | Fructuoso Rivera                                                                                   | Président de l'Uruguay |                                                                  | Uruguay                                           | Membres de l'armée soutenant le rival de Rivera, Juan Antonio Lavalleja                                                      |
| 30 janvier 1835     | Tentative d'assassinat d'Andrew Jackson (en)                        | Andrew Jackson                                                                                     | Président des États-Unis | Washington, D.C.                                                 | États-Unis                                        | Richard Lawrence (en) |
| 28 juillet 1835     |                                                                     | Louis-Philippe Ier                                                                                 | Roi de France | Paris                                                            | France                                            | Giuseppe Fieschi |
| 10 juin 1840        |                                                                     | Reine Victoria                                                                                     | Reine du Royaume-Uni | Londres                                                          | Royaume-Uni                                       | Edward Oxford |
| 30 mai 1842         |                                                                     | Reine Victoria                                                                                     | Reine du Royaume-Uni | Londres                                                          | Royaume-Uni                                       | John Francis |
| 26 juillet 1852     |                                                                     | Nassereddine Shah                                                                                  | Shahanshah de Perse | Téhéran                                                          | Perse                                             | Bāb |
| 18 février 1853     |                                                                     | François-Joseph Ier                                                                                | Empereur austro-hongrois | Vienne                                                           | Autriche-Hongrie                                  | János Libényi |
| 14 janvier 1858     |                                                                     | Napoléon III                                                                                       | Empereur des Français | Paris                                                            | France                                            | Felice Orsini |
| 14 juillet 1861     |                                                                     | Guillaume Ier (empereur allemand)                                                                  | Roi de Prusse | Baden-Baden                                                      | Prusse                                            | Oskar Becker (en) |
| Août 1864           |                                                                     | Abraham Lincoln                                                                                    | Président des États-Unis | Washington, D.C                                                  | États-Unis                                        | Tireur d'élite inconnu |
| 4 avril 1866        |                                                                     | Alexandre II                                                                                       | Empereur de Russie | Saint-Pétersbourg                                                | Empire russe                                      | Dmitri Karakozov |
| 7 mai 1866          |                                                                     | Otto von Bismarck                                                                                  | Ministre-président de Prusse | Berlin                                                           | Confédération germanique                          | Ferdinand Cohen-Blind |
| 22 août 1873        |                                                                     | Domingo Faustino Sarmiento                                                                         | Président de l'Argentine | Buenos Aires                                                     | Argentine                                         | Ricardo López Jordán |
| 13 juillet 1874     |                                                                     | Otto von Bismarck                                                                                  | Chancelier fédéral d'Allemagne | Bad Kissingen                                                    | Empire allemand                                   | Eduard Kullman |
| 11 mai 1878         |                                                                     | Guillaume Ier                                                                                      | Empereur allemand | Berlin                                                           | Empire allemand                                   | Max Hödel |
| 2 juin 1878         |                                                                     | Guillaume Ier                                                                                      | Empereur allemand | Berlin                                                           | Empire allemand                                   | Karl Nobiling |
| 17 novembre 1878    |                                                                     | Humbert Ier                                                                                        | Roi d'Italie | Naples                                                           | Italie                                            | Giovanni Passannante |
| 20 avril 1879       |                                                                     | Alexandre II                                                                                       | Empereur de Russie | Saint-Pétersbourg                                                | Empire russe                                      | Alexandre Soloviev (révolutionnaire)                                                                                         |
| 5 février 1880      |                                                                     | Alexandre II                                                                                       | Empereur de Russie | Saint-Pétersbourg                                                | Empire russe                                      | Stepan Khalturin (en) |
| 2 mars 1882         |                                                                     | Reine Victoria                                                                                     | Reine du Royaume-Uni | Windsor (Royaume-Uni)                                            | Royaume-Uni                                       | Roderick Maclean (en) |
| 28 septembre 1883   |                                                                     | Guillaume Ier                                                                                      | Empereur allemand | Rüdesheim am Rhein                                               | Empire allemand                                   | August Reinsdorf |
| Août 1886           |                                                                     | Máximo Santos                                                                                      | Président de l'Uruguay |                                                                  | Uruguay                                           | |
| 13 janvier 1887     |                                                                     | Shirley Waldemar Baker                                                                             | Premier ministre des Tonga | Nukuʻalofa                                                       | Tonga                                             | Conspirateurs de Mu'a |
| 15 juillet 1889     | Tentative d'assassinat de Pierre II du Brésil                       | Pierre II                                                                                          | Empereur du Brésil | Rio de Janeiro                                                   | Empire du Brésil                                  | Adriano Augusto do Valle |
| 18 octobre 1889     |                                                                     | Ōkuma Shigenobu                                                                                    | Premier ministre du Japon | Tokyo                                                            | Japon                                             | Membre de la Gen'yōsha |
| 22 avril 1897       |                                                                     | Humbert Ier                                                                                        | Roi d'Italie | Rome                                                             | Italie                                            | Pietro Acciarito |
| 16 septembre 1897   | Attentat de 1897 contre Porfirio Díaz (en)                          | Porfirio Díaz                                                                                      | Président du Mexique | Alameda Central, Mexico                                          | Mexique                                           | Arnulfo Arroyo |
| 5 novembre 1897     | Tentative d'assassinat de Prudente de Moraes                        | Prudente de Moraes                                                                                 | Président du Brésil | Rio de Janeiro                                                   | Brésil                                            | Caporal suppléant Marcelino Bispo de Melo                                                                                    |
| 2 août 1900         |                                                                     | Mozaffareddine Chah                                                                                | Shah de Perse | Paris                                                            | France                                            | François Salson |
| 16 novembre 1900    |                                                                     | Guillaume II                                                                                       | Empereur allemand | Breslau                                                          | Empire allemand                                   | Selma Schnapka |
| 6 mars 1901         |                                                                     | Guillaume II                                                                                       | Empereur allemand | Brême                                                            | Empire allemand                                   | Johann-Dietrich Weiland |
| 15 novembre 1902    |                                                                     | Léopold II                                                                                         | Roi des Belges | Bruxelles                                                        | Belgique                                          | Gennaro Rubino |
| 1 juin 1905         |                                                                     | Émile Loubet                                                                                       | Président de la France | Paris                                                            | France                                            | Anarchiste non identifié |
| 1 juin 1905         | Alphonse XIII                                                       | Roi d'Espagne                                                                                      | | Paris                                                            | France                                            | Anarchiste non identifié |
| 21 juillet 1905     | Attentat de la mosquée Yıldız                                       | Abdülhamid II                                                                                      | Sultan de l'Empire ottoman | Constantinople                                                   | Empire ottoman                                    | Mouvement de libération nationale arménien                                                                                   |
| 31 mai 1906         | Affaire Morral (en)                                                 | Alphonse XIII                                                                                      | Roi d'Espagne | Madrid                                                           | Espagne                                           | Mateu Morral |
| 15 mars 1908        |                                                                     | Mohammad Ali Chah                                                                                  | Shah de Perse | Téhéran                                                          | Perse                                             | Constitutionnalistes (en) |
| 16 octobre 1909     |                                                                     | William Howard Taft                                                                                | Président des États-Unis | Ciudad Juárez                                                    | Mexique                                           | Membre de la foule |
| 16 mars 1912        |                                                                     | Victor-Emmanuel III                                                                                | Roi d'Italie | Rome                                                             | Italie                                            | Antonio Dalba |
| 2 juillet 1915      |                                                                     | Thomas R. Marshall                                                                                 | Vice-président des États-Unis | Son bureau au Sénat américain                                    | États-Unis                                        | Erich Muenter (en) |
| 30 août 1918        | Tentative d'assassinat de Vladimir Lénine (en)                      | Vladimir Lénine                                                                                    | Président du Conseil des commissaires du peuple de la RSFS de Russie                                                                         | Moscou                                                           | RSFS de Russie                                    | Fanny Kaplan |
| 6 décembre 1918     |                                                                     | Sidónio Pais                                                                                       | Président du Portugal | Lisbonne                                                         | Portugal                                          | Luís Maria Baptista |
| 9 janvier 1919      |                                                                     | Karel Kramář                                                                                       | Premier ministre de la Tchécoslovaquie | Prague                                                           | Tchécoslovaquie                                   | Alois Josef Šťastný (cs) |
| 19 février 1919     |                                                                     | Georges Clemenceau                                                                                 | Président du Conseil des ministres | Paris                                                            | France                                            | Émile Cottin |
| 25 septembre 1921   |                                                                     | Józef Piłsudski                                                                                    | Chef d'État de la Pologne (en) | Lviv                                                             | Pologne                                           | Stepan Fedak (en) |
| 14 juillet 1922     | Tentative d'assassinat d'Alexandre Millerand                        | Alexandre Millerand                                                                                | Président de la France | Paris                                                            | France                                            | Gustave Bouvet |
| 5 septembre 1924    |                                                                     | Stanisław Wojciechowski                                                                            | Président de la Pologne | Lviv                                                             | Pologne                                           | Teofil Olszansky |
| 7 avril 1926        | Tentatives d'assassinat de Benito Mussolini (en)                    | Benito Mussolini                                                                                   | Premier ministre d'Italie | Rome                                                             | Italie                                            | Violet Gibson |
| 11 septembre 1926   | Tentatives d'assassinat de Benito Mussolini (en)                    | Benito Mussolini                                                                                   | Premier ministre d'Italie | Rome                                                             | Italie                                            | Gino Lucetti |
| 31 octobre 1926     | Tentatives d'assassinat de Benito Mussolini (en)                    | Benito Mussolini                                                                                   | Premier ministre d'Italie | Bologne                                                          | Italie                                            | Anteo Zamboni |
| 20 février 1931     |                                                                     | Zog Ier                                                                                            | Roi d'Albanie (en) | Vienne                                                           | Autriche                                          | Ndok Gjeloshi (en), Aziz Çami (en)                                                                                           |
| 9 janvier 1932      |                                                                     | Hirohito                                                                                           | Empereur du Japon | Tokyo                                                            | Japon                                             | Lee Bong-chang |
| 15 février 1933     | Tentative d'assassinat de Franklin Delano Roosevelt (en)            | Franklin Delano Roosevelt                                                                          | Président des États-Unis | Miami                                                            | États-Unis                                        | Giuseppe Zangara |
| Octobre 1933        |                                                                     | Engelbert Dollfuss                                                                                 | Chancelier d'Autriche | Vienne                                                           | Autriche                                          | Rudolf Dertill |
| 2 juin 1935         |                                                                     | Gabriel Terra                                                                                      | Président de l'Uruguay | Montevideo                                                       | Uruguay                                           | Bernardo García |
| 26 février 1936     |                                                                     | Keisuke Okada                                                                                      | Premier ministre du Japon | Tokyo                                                            | Japon                                             | Officiers de l'armée impériale japonaise                                                                                     |
| 16 juillet 1936     |                                                                     | Édouard VIII                                                                                       | Roi du Royaume-Uni | Londres                                                          | Royaume-Uni                                       | George McMahon (en) |
| 4 juillet 1937      |                                                                     | António de Oliveira Salazar                                                                        | Premier ministre du Portugal | São Sebastião da Pedreira, Lisbonne                              | Portugal                                          | Emídio Santana et plusieurs conspirateurs anarcho-syndicalistes et communistes                                               |
| 9 novembre 1938     |                                                                     | Adolf Hitler                                                                                       | Führer | Munich                                                           | Allemagne nazie                                   | Maurice Bavaud |
| 8 novembre 1939     |                                                                     | Adolf Hitler                                                                                       | Führer | Munich                                                           | Allemagne nazie                                   | Georg Elser |
| 17 mai 1941         |                                                                     | Victor-Emmanuel III                                                                                | Roi d'Italie | Tirana                                                           | Albanie                                           | Vasil Laçi (en) |
| 13 mars 1943        |                                                                     | Adolf Hitler                                                                                       | Führer | Wolfsschanze                                                     | Allemagne nazie                                   | Henning von Tresckow, Fabian von Schlabrendorff, Rudolf Christoph Freiherr von Gersdorff                                     |
| 20 juillet 1944     | Complot du 20 juillet 1944                                          | Adolf Hitler                                                                                       | Führer | Wolfsschanze                                                     | Allemagne nazie                                   | Claus von Stauffenberg |
| 10 mars 1947        |                                                                     | Manuel Roxas                                                                                       | Président des Philippines | Manille                                                          | Philippines                                       | Julio Guillen |
| 4 février 1949      |                                                                     | Mohammad Reza Pahlavi                                                                              | Shah d'Iran | Téhéran                                                          | Iran                                              | Nasser Fakhraraei |
| 1 novembre 1950     | Tentative d'assassinat de Harry S. Truman                           | Harry S. Truman                                                                                    | Président des États-Unis | Washington D. C.                                                 | États-Unis                                        | Oscar Collazo (en) et Griselio Torresola (en)                                                                                |
| 27 mars 1952        | Tentative d'assassinat de Konrad Adenauer                           | Konrad Adenauer                                                                                    | Chancelier de la République fédérale d’Allemagne                                                                                             | Munich                                                           | Allemagne de l'Ouest                              | Hérout |
| 26 octobre 1954     | Tentative d'assassinat de Gamal Abdel Nasser                        | Gamal Abdel Nasser                                                                                 | Président de l’Égypte | Alexandrie                                                       | Égypte                                            | Mohammed Abdel Latif |
| 27 octobre 1954     |                                                                     | Ismail al-Azhari                                                                                   | Premier ministre du Soudan | Malakal                                                          | Soudan                                            | Fonctionnaire du Sud |
| 12 mars 1955        |                                                                     | Jawaharlal Nehru                                                                                   | Premier ministre de l'Inde | Nagpur                                                           | Inde                                              | Baburao Laxman Kochale |
| 11 avril 1955       | Kashmir Princess (en)                                               | Zhou Enlai                                                                                         | Premier ministre de la Chine | Hong Kong                                                        | Hong Kong (colonie)                               | Agents du Kuomintang |
| 22 février 1957     |                                                                     | Ngô Đình Diệm                                                                                      | Président du Sud-Vietnam | Buôn Ma Thuột                                                    | Sud-Vietnam                                       | Hà Minh Tri |
| 30 novembre 1957    |                                                                     | Soekarno                                                                                           | Président de l'Indonésie | Jakarta                                                          | Indonésie                                         | Darul Islam/Tentara Islam Indonésie                                                                                          |
| 15 juillet 1959     |                                                                     | Nikita Khrouchtchev et Władysław Gomułka                                                           | Secrétaire général du Parti communiste de l'Union soviétique et premier secrétaire du Parti ouvrier unifié polonais                          | Sosnowiec                                                        | Pologne                                           | Stanisław Jaros (en) |
| 9 mars 1960         | Incident de Maukar (en)                                             | Soekarno                                                                                           | Président de l'Indonésie | Jakarta                                                          | Indonésie                                         | Groupe Manguni, Permesta |
| 9 avril 1960        |                                                                     | Hendrik Verwoerd                                                                                   | Premier ministre d'afrique du sud | Johannesbourg                                                    | Afrique du Sud                                    | David Pratt (en) |
| 24 juin 1960        | Tentative d'assassinat de Rómulo Betancourt                         | Rómulo Betancourt                                                                                  | Président du Venezuela | Caracas                                                          | Venezuela                                         | Ordre du président de la République dominicaine Rafael Trujillo                                                              |
| 14 juillet 1960     |                                                                     | Nobusuke Kishi                                                                                     | Premier ministre du Japon |                                                                  | Japon                                             | Taisuke Aramaki |
| 11 décembre 1960    |                                                                     | John Fitzgerald Kennedy                                                                            | Président des États-Unis (l'attentat a en fait lieu entre son élection, le 8 novembre 1960, et sa passation de serment, le 20 janvier 1961). | Floride                                                          | États-Unis                                        | Richard Paul Pavlick (en) |
| 8 septembre 1961    | Attentat de Pont-sur-Seine                                          | Charles de Gaulle                                                                                  | Président de la France | Pont-sur-Seine                                                   | France                                            | Armand Belvisi, Bernard Barbance, Jean-Marc Rouvière, Martial de Villemandy, Dominique Cabane de la Prade, et Henry Manoury. |
| 27 février 1962     | Bombardement du palais de l'Indépendance                            | Ngô Đình Diệm                                                                                      | Président du Sud-Vietnam | Saigon                                                           | Sud-Vietnam                                       | Nguyễn Văn Cử (en) et Phạm Phú Quốc (en)                                                                                     |
| 14 mai 1962         |                                                                     | Soekarno                                                                                           | Président de l'Indonésie | Jakarta                                                          | Indonésie                                         | Darul Islam/Tentara Islam Indonésie                                                                                          |
| 22 août 1962        | Attentat du Petit-Clamart                                           | Charles de Gaulle                                                                                  | Président de la France | Petit-Clamart                                                    | France                                            | Jean Bastien-Thiry |
| 21 février 1964     |                                                                     | İsmet İnönü                                                                                        | Premier ministre de Turquie | Ankara                                                           | Turquie                                           | Mesut Suna |
| 11 août 1964        |                                                                     | Francisco Franco                                                                                   | Généralissime caudillo d'Espagne | Madrid                                                           | Espagne franquiste                                | Stuart Christie |
| 12 avril 1965       |                                                                     | Mohammad Reza Pahlavi                                                                              | Shah d'Iran | Téhéran                                                          | Iran                                              | Reza Shamsabadi |
| 21 janvier 1968     | Raid sur la Maison-Bleue                                            | Park Chung-hee                                                                                     | Président de la Corée du Sud | Séoul                                                            | Corée du Sud                                      | Commando nord-coréen |
| 13 août 1968        |                                                                     | Geórgios Papadópoulos                                                                              | Président de la Grèce | Entre Lagonisi (en) et Athènes                                   | Grèce                                             | Aléxandros Panagoúlis |
| 22 janvier 1969     | Tentative d'assassinat de Léonid Brejnev                            | Léonid Brejnev                                                                                     | Secrétaire général du Parti communiste de l'Union soviétique                                                                                 | Moscou                                                           | Union soviétique                                  | Viktor Ilyin (en) |
| 27 novembre 1970    |                                                                     | Paul VI                                                                                            | Pape | Manille                                                          | Philippines                                       | Benjamín Mendoza y Amor Flores                                                                                               |
| 1 septembre 1970    |                                                                     | Hussein Ier                                                                                        | Roi de Jordanie | Amman                                                            | Jordanie                                          | Front populaire de libération de la Palestine                                                                                |
| 10 juillet 1971     | Coup d'État de Skhirat                                              | Hassan II                                                                                          | Roi du Maroc | Skhirat                                                          | Maroc                                             | M'hamed Ababou et Mohamed Medbouh                                                                                            |
| 13 septembre 1971   | Incident de Lin Biao (en)                                           | Mao Zedong                                                                                         | Président du Parti communiste chinois |                                                                  | Chine                                             | Lin Biao (présumé) |
| 16 août 1972        | Coup d'État des aviateurs                                           | Hassan II                                                                                          | Roi du Maroc | Kénitra                                                          | Maroc                                             | Mohamed Amekrane |
| 14 janvier 1973     |                                                                     | Golda Meir,                                                                                        | Première ministre d'Israël | Rome                                                             | Italie                                            | Septembre noir |
| 4 mars 1973         |                                                                     | Golda Meir,                                                                                        | Première ministre d'Israël | New York                                                         | États-Unis                                        | Septembre noir |
| 15 août 1974        |                                                                     | Park Chung-hee                                                                                     | Président de la Corée du Sud | Séoul                                                            | Corée du Sud                                      | Mun Se-gwang (en) |
| 22 février 1974     |                                                                     | Richard Nixon                                                                                      | Président des États-Unis | Aéroport international Thurgood Marshall de Baltimore-Washington | États-Unis                                        | Samuel Byck (en) |
| 5 septembre 1975    | Tentative d'assassinat de Gerald Ford à Sacramento                  | Gerald Ford                                                                                        | Président des États-Unis | Sacramento                                                       | États-Unis                                        | Lynette Fromme |
| 22 septembre 1975   | Tentative d'assassinat de Gerald Ford à San Francisco               | Gerald Ford                                                                                        | Président des États-Unis | San Francisco                                                    | États-Unis                                        | Sara Jane Moore |
| Février 1976        |                                                                     | Jean-Bedel Bokassa                                                                                 | Président de la République centrafricaine | Aéroport international de Bangui                                 | République centrafricaine                         | Inconnu |
| 18 février 1977     |                                                                     | Jorge Rafael Videla                                                                                | Président de l'Argentine | Aeroparque Jorge Newbery                                         | Argentine                                         | Armée révolutionnaire du peuple                                                                                              |
| 22 septembre 1977   |                                                                     | Rama IX                                                                                            | Roi de Thaïlande | Yala (Thaïlande)                                                 | Thaïlande                                         | Organisation unie de libération de Patani (en)                                                                               |
| 26 juin 1980        | Tentative d'assassinat de Hafez el-Assad en juin 1980               | Hafez el-Assad                                                                                     | Président de la Syrie | Damas                                                            | Syrie                                             | Frères musulmans |
| 30 mars 1981        | Tentative d'assassinat de Ronald Reagan                             | Ronald Reagan                                                                                      | Président des États-Unis | Washington, D.C.                                                 | États-Unis                                        | John Warnock Hinckley, Jr.                                                                                                   |
| 13 mai 1981         | Tentative d'assassinat de Jean-Paul II                              | Jean-Paul II                                                                                       | Pape | Place Saint-Pierre                                               | Vatican                                           | Mehmet Ali Ağca |
| 13 juin 1981        |                                                                     | Élisabeth II                                                                                       | Reine du Royaume-Uni | Londres                                                          | Royaume-Uni                                       | Marcus Sarjeant (en) |
| 12 mai 1982         |                                                                     | Jean-Paul II                                                                                       | Pape | Fátima                                                           | Portugal                                          | Juan María Fernández y Krohn                                                                                                 |
| 8 juillet 1982      |                                                                     | Saddam Hussein                                                                                     | Président de l'Irak | Doujaïl                                                          | Irak                                              | Parti islamique Dawa |
| 19 octobre 1983     | Attentat de Rangoun                                                 | Chun Doo-hwan                                                                                      | Président de la Corée du Sud | Rangoun                                                          | Birmanie                                          | Agents nord-coréens |
| 12 octobre 1984     | Attentat de Brighton                                                | Margaret Thatcher                                                                                  | Première ministre du Royaume-Uni | Brighton                                                         | Royaume-Uni                                       | Armée républicaine irlandaise                                                                                                |
| 7 septembre 1986    | Tentative d'assassinat d'Augusto Pinochet                           | Augusto Pinochet                                                                                   | Président du Chili | Cajón del Maipo (en)                                             | Chili                                             | Front patriotique Manuel Rodríguez                                                                                           |
| 3 octobre 1986      |                                                                     | Rajiv Gandhi                                                                                       | Premier ministre de l'Inde | New Delhi                                                        | Inde                                              | Karamjit Singh |
| 18 juin 1987        |                                                                     | Turgut Özal                                                                                        | Président de la Turquie | Ankara                                                           | Turquie                                           | Kartal Demirağ (en) |
| 30 juillet 1987     |                                                                     | Rajiv Gandhi                                                                                       | Premier ministre de l'Inde | Colombo                                                          | Sri Lanka                                         | Vijitha Rohana (en) |
| 18 août 1987        | Attaque à la grenade de 1987 au parlement sri-lankais               | Junius Richard Jayewardene                                                                         | Président du Sri Lanka | Colombo                                                          | Sri Lanka                                         | Janatha Vimukthi Peramuna |
| 18 août 1987        | Attaque à la grenade de 1987 au parlement sri-lankais               | Ranasinghe Premadasa                                                                               | Premier ministre du Sri Lanka | Colombo                                                          | Sri Lanka                                         | Janatha Vimukthi Peramuna |
| 3 novembre 1988     | Tentative de coup d'État de 1988 aux Maldives                       | Maumoon Abdul Gayoom                                                                               | Président des Maldives | Malé                                                             | Maldives                                          | Organisation populaire de libération de l'Eelam Tamoul, Abdullah Luthufi, Ahmed Nasir et Ahmed Ismail Manik                  |
| 27 juillet 1990     |                                                                     | Arthur N. R. Robinson                                                                              | Premier ministre de Trinité-et-Tobago | Port-d'Espagne                                                   | Trinité-et-Tobago                                 | Rebelles du Jamaat al Muslimeen                                                                                              |
| 7 novembre 1990     | Tentative d'assassinat de Mikhaïl Gorbatchev (en)                   | Mikhaïl Gorbatchev                                                                                 | Président de l'Union soviétique | Moscou                                                           | Union soviétique                                  | Alexandre Shmonov |
| 1991                |                                                                     | Mohammad Zaher Shah                                                                                | Dernier roi d'Afghanistan | Rome                                                             | Italie                                            | Personne déguisée |
| 7 février 1991      | Attaque au mortier du 10 Downing Street                             | John Major                                                                                         | Premier ministre du Royaume-Uni | Londres                                                          | Royaume-Uni                                       | Armée républicaine irlandaise                                                                                                |
| 27 janvier 1993     |                                                                     | Boris Eltsine,                                                                                     | Président de la Russie | Moscou                                                           | Russie                                            | Ivan Kislov |
| Novembre 1993       |                                                                     | Atef Sedki                                                                                         | Premier ministre d’Égypte | Le Caire                                                         | Égypte                                            | Avant-garde de la conquête                                                                                                   |
| 26 janvier 1994     |                                                                     | Prince Charles                                                                                     | Prince de Galles | Tumbalong Park (en), Darling Harbour à Sydney                    | Australie                                         | David Kang (en) |
| 29 octobre 1994     | Tentative d'assassinat de Bill Clinton (en)                         | Bill Clinton                                                                                       | Président des États-Unis | Washington, D.C.                                                 | États-Unis                                        | Francisco Martin Duran (en)                                                                                                  |
| 25 juin 1995        |                                                                     | Hosni Moubarak                                                                                     | Président de l'Égypte | Addis-Abeba                                                      | Éthiopie                                          | Front islamique national (en)                                                                                                |
| 29 août 1995        |                                                                     | Edouard Chevardnadze                                                                               | Président de la Géorgie | Tbilissi                                                         | Géorgie                                           | Rebelles du Mkhedrioni (en)                                                                                                  |
| 3 octobre 1995      |                                                                     | Kiro Gligorov                                                                                      | Président de la Macédoine | Skopje                                                           | Macédoine                                         | Inconnu |
| 5 novembre 1995     |                                                                     | Jean Chrétien                                                                                      | Premier ministre du Canada | Ottawa                                                           | Canada                                            | André Dallaire |
| Février 1996        |                                                                     | Mouammar Kadhafi,                                                                                  | Dirigeant libyen | Syrte                                                            | Libye                                             | Groupe islamique combattant en Libye                                                                                         |
| 17 juillet 1996     |                                                                     | Pavlo Lazarenko                                                                                    | Premier ministre de l'Ukraine | Kiev                                                             | Ukraine                                           | Inconnu |
| 9 février 1998      |                                                                     | Edouard Chevardnadze                                                                               | Président de la Géorgie | Tbilissi                                                         | Géorgie                                           | Forces antigouvernementales                                                                                                  |
| 12 juin 1998        |                                                                     | Mouammar Kadhafi                                                                                   | Dirigeant libyen | Derna                                                            | Libye                                             | Militants islamistes |
| 18 décembre 1999    | Tentative d'assassinat de Chandrika Kumaratunga                     | Chandrika Kumaratunga                                                                              | Présidente du Sri Lanka | Colombo                                                          | Sri Lanka                                         | Tigres de libération de l'Îlam tamoul                                                                                        |
| 24 février 2000     |                                                                     | Vladimir Poutine                                                                                   | Président par intérim de la Russie | Saint-Pétersbourg                                                | Russie                                            | Mafia tchétchène (en) |
| 18 août 2000        |                                                                     | Vladimir Poutine                                                                                   | Président de la Russie | Yalta                                                            | Ukraine                                           | Inconnu |
| 9 janvier 2001      |                                                                     | Vladimir Poutine                                                                                   | Président de la Russie | Bakou                                                            | Azerbaïdjan                                       | Kyanan Rostam |
| 7 février 2001      |                                                                     | George W. Bush                                                                                     | Président des États-Unis | Washington, D.C.                                                 | États-Unis                                        | Robert W. Pickett |
| 16 octobre 2001     |                                                                     | Vladimir Poutine                                                                                   | Président de la Russie |                                                                  | Iran                                              | Inconnu |
| 6 février 2002      |                                                                     | Vladimir Poutine                                                                                   | Président de la Russie | Moscou                                                           | Russie                                            | Ivan Zaytsev |
| 14 juillet 2002     |                                                                     | Jacques Chirac                                                                                     | Président de la France | Paris                                                            | France                                            | Maxime Brunerie |
| 5 septembre 2002    |                                                                     | Hamid Karzai                                                                                       | Président de l'Afghanistan | Kandahar                                                         | Afghanistan                                       | Tireur solitaire |
| 25 décembre 2003    |                                                                     | Pervez Musharraf                                                                                   | Président du Pakistan | Rawalpindi                                                       | Pakistan                                          | Commandé par Amjad Farooqi (en)                                                                                              |
| 19 mars 2004        | Fusillade du 19 mars (en)                                           | Chen Shui-bian                                                                                     | Président de Taïwan | Tainan                                                           | Taïwan                                            | Chen Yi-hsiung (en) |
| 11 juin 2004        |                                                                     | José Manuel Durão Barroso                                                                          | Premier ministre du Portugal | Porto                                                            | Portugal                                          | Nouriddin El Fahtni |
| 29 juillet 2004     |                                                                     | Shaukat Aziz                                                                                       | Premier ministre du Pakistan | Fateh Jang                                                       | Pakistan                                          | Sympathisants d'Al-Qaïda |
| 15 mars 2005        |                                                                     | Ibrahim Rugova                                                                                     | Président du Kosovo | Pristina                                                         | Kosovo                                            | Inconnu |
| 10 mai 2005         |                                                                     | Mikheil Saakachvili                                                                                | Président de la Géorgie | Tbilissi                                                         | Géorgie                                           | Vladimir Arutyunian (en) |
| 10 mai 2005         | George W. Bush                                                      | Président des États-Unis                                                                           | | Tbilissi                                                         | Géorgie                                           | Vladimir Arutyunian (en) |
| 18 septembre 2006   |                                                                     | Abdullahi Yusuf Ahmed                                                                              | Président de la Somalie | Baidoa                                                           | Somalie                                           | Union des tribunaux islamiques (suspecté)                                                                                    |
| 27 février 2007     | Attentat de 2007 à l'aérodrome de Bagram                            | Dick Cheney                                                                                        | Vice-président des États-Unis | Base aérienne de Bagram                                          | Afghanistan                                       | Talibans |
| 29 juin 2007        |                                                                     | Guillaume Soro                                                                                     | Premier ministre de la Côte d'Ivoire | Bouaké                                                           | Côte d'Ivoire                                     | Inconnu |
| 6 juillet 2007      |                                                                     | Pervez Musharraf                                                                                   | Président du Pakistan | Rawalpindi                                                       | Pakistan                                          | Talibans |
| Octobre 2007        |                                                                     | Vladimir Poutine                                                                                   | Président de la Russie | Téhéran                                                          | Iran                                              | Inconnu |
| 8 janvier 2008      |                                                                     | Maumoon Abdul Gayoom                                                                               | Président des Maldives | Hoarafushi (en)                                                  | Maldives                                          | Mohamed Murshid |
| 15 mars 2008        |                                                                     | Vladimir Poutine                                                                                   | Président de la Russie | Moscou                                                           | Russie                                            | Shakhvelad Osmanov |
| 15 mars 2008        | Dmitri Medvedev                                                     | Président élu de la Russie                                                                         | | Moscou                                                           | Russie                                            | Shakhvelad Osmanov |
| 11 février 2008     | Tentatives d'assassinat de José Ramos-Horta et de Xanana Gusmão     | José Ramos-Horta                                                                                   | Président du Timor oriental | Dili                                                             | Timor oriental                                    | Alfredo Reinado |
| 11 février 2008     | Tentatives d'assassinat de José Ramos-Horta et de Xanana Gusmão     | Xanana Gusmão                                                                                      | Premier ministre du Timor oriental | Dili                                                             | Timor oriental                                    | Alfredo Reinado |
| 30 avril 2009       | Attaque contre la famille royale néerlandaise de 2009               | La reine Beatrix, le prince Willem-Alexander et d'autres membres de la famille royale néerlandaise | Reine des Pays-Bas | Apeldoorn                                                        | Pays-Bas                                          | Karst Tates |
| 19 août 2009        |                                                                     | Vladimir Poutine                                                                                   | Premier ministre de la Russie | Moscou                                                           | Russie                                            | Inconnu |
| 3 décembre 2009     |                                                                     | Moussa Dadis Camara                                                                                | Président de la Guinée | Conakry                                                          | Guinée                                            | Lieutenant Abubakar Diakite                                                                                                  |
| 3 juin 2011         |                                                                     | Ali Abdallah Saleh                                                                                 | Président du Yémen | Sanaa                                                            | Yémen                                             | Inconnu |
| 19 juillet 2011     |                                                                     | Alpha Condé                                                                                        | Président de la Guinée | Conakry                                                          | Guinée                                            | Officiers des forces armées de la République de Guinée                                                                       |
| 2012                |                                                                     | Vladimir Poutine                                                                                   | Premier ministre de la Russie | Moscou                                                           | Russie                                            | Dokou Oumarov (présumé) |
| 4 janvier 2013      |                                                                     | Mohamed Youssef el-Megaryef                                                                        | Chef du Congrès général national de Libye | Sebha                                                            | Libye                                             | Inconnu |
| Avril 2013          | Lettres à la ricine d'avril 2013 (en)                               | Barack Obama                                                                                       | Président des États-Unis | Washington, D.C.                                                 | États-Unis                                        | James Everett Dutschke |
| Novembre 2017       |                                                                     | Theresa May                                                                                        | Première ministre du Royaume-Uni | Londres                                                          | Royaume-Uni                                       | Naa'imur Zakariyah Rahman (en)                                                                                               |
| Janvier 2018        |                                                                     | Benyamin Netanyahou                                                                                | Premier ministre d'Israël | Jérusalem                                                        | Israël                                            | Muhammad Jamal Rashdeh, Front populaire de libération de la Palestine                                                        |
| 23 juin 2018        | Attentat du 23 juin 2018 à Bulawayo                                 | Emmerson Mnangagwa                                                                                 | Président du Zimbabwe | Bulawayo                                                         | Zimbabwe                                          | Inconnu |
| 4 août 2018         | Attaque de drone à Caracas                                          | Nicolás Maduro                                                                                     | Président du Venezuela | Caracas                                                          | Venezuela                                         | Incertain (revendiqué par Soldados de Franelas)                                                                              |
| 29 février 2020     | Fusillade de Barquisimeto                                           | Juan Guaidó                                                                                        | Président contesté du Venezuela | Barquisimeto                                                     | Venezuela                                         | Colectivos pro-gouvernementaux                                                                                               |
| 9 mars 2020         | Tentative d'assassinat d'Abdallah Hamdok                            | Abdallah Hamdok                                                                                    | Premier ministre du Soudan | Khartoum                                                         | Soudan                                            | Inconnu |
| 2 juillet 2020      |                                                                     | Justin Trudeau                                                                                     | Premier ministre du Canada | Ottawa                                                           | Canada                                            | Corey Barclay Hurren |
| 20 juillet 2021     |                                                                     | Assimi Goïta                                                                                       | Président du Mali | Bamako                                                           | Mali                                              | Inconnu |
| 7 novembre 2021     | Tentative d'assassinat de Moustafa al-Kazimi                        | Moustafa al-Kazimi                                                                                 | Premier ministre de l'Irak | Bagdad                                                           | Irak                                              | Inconnu |
| 10 février 2022     |                                                                     | Abdel Hamid Dbeibah                                                                                | Premier ministre de la Libye | Tripoli                                                          | Libye                                             | Inconnu |
| 26 février 2022     | Tentatives d'assassinat de Volodymyr Zelensky                       | Volodymyr Zelensky                                                                                 | Président de l'Ukraine | Kiev                                                             | Ukraine                                           | Mercenaires tchétchènes |
| Février 2022        | Tentatives d'assassinat de Volodymyr Zelensky                       | Volodymyr Zelensky                                                                                 | Président de l'Ukraine | Kiev                                                             | Ukraine                                           | Kadyrovtsy |
| Février 2022        | Tentatives d'assassinat de Volodymyr Zelensky                       | Volodymyr Zelensky                                                                                 | Président de l'Ukraine | Kiev                                                             | Ukraine                                           | Redut |
| Février 2022        | Tentatives d'assassinat de Volodymyr Zelensky                       | Volodymyr Zelensky                                                                                 | Président de l'Ukraine | Kiev                                                             | Ukraine                                           | Groupe Wagner |
| 1 septembre 2022    | Tentative d'assassinat de Cristina Fernández de Kirchner            | Cristina Fernández de Kirchner                                                                     | Vice-présidente de l'Argentine | Buenos Aires                                                     | Argentine                                         | Fernando Andrés Sabag Montiel                                                                                                |
| 15 avril 2023       | Tentative d'assassinat de Fumio Kishida                             | Fumio Kishida                                                                                      | Premier ministre du Japon | Wakayama                                                         | Japon                                             | Ryūji Kimura |
| 3 mai 2023          | Attaque de drone de 2023 contre le Kremlin de Moscou                | Vladimir Poutine (selon la Russie)                                                                 | Président de la Russie | Moscou                                                           | Russie                                            | Contesté |
| 15 mai 2024         | Tentative d'assassinat de Robert Fico                               | Robert Fico                                                                                        | Premier ministre de Slovaquie | Handlová                                                         | Slovaquie                                         | Juraj Cintula |
| 30 juillet 2024     | Tentative d'assassinat d'Abdel Fattah al-Burhan                     | Abdel Fattah al-Burhan                                                                             | Président du Conseil de souveraineté de transition                                                                                           | Jubayt (en)                                                      | Soudan                                            | Inconnu |
| 13 septembre 2024   |                                                                     | Azali Assoumani                                                                                    | Président des Comores | Salimani (en)                                                    | Comores                                           | Ahmed Abdou |
| 19 octobre 2024     | Attaque de drone de 2024 contre la résidence de Benyamin Netanyahou | Benyamin Netanyahou                                                                                | Premier ministre d'Israël | Césarée                                                          | Israël                                            | Hezbollah, Iran (présumé) |
| 18 mars 2025        | Tentative d'assassinat d'Hassan Sheikh Mohamoud                     | Hassan Sheikh Mohamoud                                                                             | Président de la Somalie | Mogadiscio                                                       | Somalie                                           | Al-Shabaab (revendiqué) |
| 16 juin 2025        | Tentative d'assassinat de Massoud Pezechkian                        | Massoud Pezechkian                                                                                 | Président de l'Iran | Téhéran                                                          | Iran                                              | Tsahal |

## Chefs d'État et de gouvernement hors fonction au moment de la tentative d'assassinat
| Date              | Article                                                           | Cible                  | Fonction | Lieu            | Pays         | Auteur(s)                                                  |
| ----------------- | ----------------------------------------------------------------- | ---------------------- | --- | --------------- | ------------ | ---------------------------------------------------------- |
| 11 septembre 1988 |                                                                   | Jean-Bertrand Aristide | Prêtre catholique salésien, dissident politique et futur président d'Haïti                                               | Port-au-Prince  | Haïti        | Ex-membre de Tonton Macoute                                |
| 27 novembre 1989  |                                                                   | César Gaviria          | Candidat à l'élection présidentielle colombienne de 1990                                                                 | Bogota          | Colombie     | Cartel de Medellín                                         |
| 19 avril 1995     |                                                                   | José María Aznar       | Chef du Parti populaire et futur Premier ministre d'Espagne                                                              | Madrid          | Espagne      | ETA                                                        |
| 4 novembre 1995   |                                                                   | Mengistu Haile Mariam  | Ancien Président de l'Éthiopie                                                                                           | Harare          | Zimbabwe     | Salomon Haile Ghebre Michael et Abraham Goletom Joseph     |
| 1 juin 2001       |                                                                   | Ezekiel Alebua         | Ancien Premier ministre des Îles Salomon, Premier ministre de Guadalcanal                                                | Guadalcanal     | Îles Salomon | Mouvement de libération d'Isatabu (en) de Harold Keke (en) |
| 21 août 2004      | Attentat à la grenade de Dacca en 2004                            | Sheikh Hasina          | Cheffe de l'opposition                                                                                                   | Dacca           | Bangladesh   | Harkat-ul-Jihad-al-Islami                                  |
| 1 septembre 2004  |                                                                   | Ahmed Chalabi          | Homme politique irakien                                                                                                  | Latifiya (en)   | Irak         | Inconnu                                                    |
| Septembre 2004    |                                                                   | Viktor Iouchtchenko,   | Ancien Premier ministre de l'Ukraine, candidat à la présidence de l'Ukraine                                              |                 | Ukraine      | Inconnu                                                    |
| 12 mars 2006      |                                                                   | Sibghatullah Mojaddedi | Président du Sénat d'Afghanistan                                                                                         | Kaboul          | Afghanistan  | Inconnu                                                    |
| 1 décembre 2006   |                                                                   | Gotabaya Rajapaksa     | Ministre de la Défense (en) du Sri Lanka et frère du président Mahinda Rajapaksa                                         | Kollupitiya     | Sri Lanka    | Tigres de libération de l'Îlam tamoul                      |
| 26 février 2007   |                                                                   | Adel Abdel-Mehdi       | Vice-président de l'Irak (en)                                                                                            | Bagdad          | Irak         | Inconnu                                                    |
| 18 octobre 2007   | Attentat du 18 octobre 2007 à Karachi                             | Benazir Bhutto         | Cheffe de l'opposition pakistanaise et ancien Première ministre                                                          | Karachi         | Pakistan     | Fahid Mohammed Ally Msalam et Baitullah Mehsud             |
| 8 octobre 2008    |                                                                   | Maithripala Sirisena   | Ministre sri-lankais du Développement agricole et des Services agraires                                                  | Colombo         | Sri Lanka    | Tigres de libération de l'Îlam tamoul                      |
| 27 octobre 2013   | Attentats à la bombe de 2013 à Patna                              | Narendra Modi          | Ministre en chef du Gujarat (en) et candidat au poste de Premier ministre pour les élections générales indiennes de 2014 | Patna           | Inde         | Mouvement islamique des étudiants de l'Inde (en)           |
| 18 juin 2016      | Incident du rassemblement de Donald Trump à Las Vegas en 2016     | Donald Trump           | Homme d'affaires américain, personnalité médiatique et candidat à la présidence                                          | Las Vegas       | États-Unis   | Michael Steven Sandford                                    |
| 6 septembre 2018  | Tentative d'assassinat de Jair Bolsonaro                          | Jair Bolsonaro         | Député fédéral de Rio de Janeiro et candidat à la présidentielle brésilienne de 2018                                     | Juiz de Fora    | Brésil       | Adélio Bispo de Oliveira                                   |
| 3 novembre 2022   | Tentative d'assassinat d'Imran Khan                               | Imran Khan             | Ancien Premier ministre du Pakistan                                                                                      | Wazirabad       | Pakistan     | Muhammad Naveed                                            |
| 2 janvier 2024    | Tentative d'assassinat de Lee Jae-myung                           | Lee Jae-myung          | Député sud-coréen et chef du Parti démocratique de Corée                                                                 | Gadeokdo (en)   | Corée du Sud | Kim Jin-sung                                               |
| 13 juillet 2024   | Tentative d'assassinat de Donald Trump en juillet 2024            | Donald Trump,          | Ancien président des États-Unis et candidat à la présidence des États-Unis                                               | Butler          | États-Unis   | Thomas Matthew Crooks                                      |
| 15 septembre 2024 | Tentative d'assassinat présumée de Donald Trump en septembre 2024 | Donald Trump,          | Ancien président des États-Unis et candidat à la présidence des États-Unis                                               | West Palm Beach | États-Unis   | Ryan Wesley Routh                                          |
| 17 juin 2025      |                                                                   | Mahmoud Ahmadinejad    | Ancien président de l'Iran                                                                                               | Zandjan         | Iran         | Inconnu                                                    |